# Jean-Olivier Chénier
Pour les articles homonymes, voir Chénier.
Jean-Olivier Chénier (né le 9 décembre 1806 et mort le 14 décembre 1837) a été l'un des chefs de file de la rébellion des Patriotes au Bas-Canada.

## Biographie
Jean-Olivier Chénier est  baptisé à Lachine le 10 décembre 1806. Son parrain est Jean-Baptiste Truteau (1748-1827), un instituteur, à la fois explorateur et trafiquant de fourrures. Chénier appartient à une famille d'agriculteurs, mais son grand-père François descendait d'une riche famille de marchands au temps de la Nouvelle-France. 
Grâce à René-Joseph Kimber, Chénier entreprend des études de médecine en 1820, qu'il termine en 1828. Il va ensuite s'établir dans la paroisse de Saint-Benoît (aujourd'hui Mirabel) dans ce qui s'appelait alors la circonscription d'York. 
Il est vite intéressé par la vie politique de l'époque, caractérisée par les luttes autonomistes du parti de Louis-Joseph Papineau contre les vues centralisatrices des divers gouverneurs anglais qui se succèdent. En 1829, il prend part aux élections dans la circonscription d'York où il aide à faire élire William-Henry Scott, le candidat du Parti patriote. 
En 1830, York est divisée en trois circonscriptions et Chénier se retrouve dans celle des Deux-Montagnes alors que de nouvelles élections générales s'annoncent. Le candidat patriote est cette fois Jacques Labrie qui réussit lui aussi à se faire élire. Chénier l'a épaulé de son mieux pendant la campagne électorale.
En 1834, Chénier s'installe à Saint-Eustache. Les élections se font cette fois dans le contexte des revendications des 92 résolutions, réclamant à Londres les pleins pouvoirs en politique interne pour l'Assemblée législative de Québec. Les Patriotes remportent haut la main 77 des 88 comtés, dont celui des Deux-Montagnes, représentée de nouveau par William-Henry Scott.
Jean-Olivier Chénier et Marie-Louise-Zéphirine Labrie, fille de Jacques Labrie, se marient le 26 septembre 1831, à l’église de Saint-Eustache. Parmi les invités, il y avait Louis-Joseph Papineau, chef du parti Patriote, René Joseph Kimber et de nombreux avocats, notaires et députés.
À la suite du mariage, le couple s’établit à Saint-Benoît. Marie-Louise-Zéphirine donne naissance à quatre enfants qui meurent en très bas âge. Marie-Olive naît le 23 juin 1832 et meurt le 1er août 1832. Leur premier garçon naît le 2 décembre 1833 et meurt après avoir été  ondoyé. Il est inhumé le jour même. Antoine-Amédée est inhumé, deux jours après son baptême le 6 octobre 1834. Antoine-Olivier naît le 13 juin 1837 et meurt le 12 septembre 1837. Il est inhumé 2 jours plus tard. Tous ses enfants seront inhumés au cimetière paroissial de Saint-Benoît. Jean-Olivier Chénier n’a aucun descendant.

## L'insurrection de 1837
Peu à peu, Chénier se radicalise, constatant le peu d'ouverture des autorités britanniques. Le 11 avril 1836, il est secrétaire d'une assemblée à Saint-Benoît, qui invite la population à boycotter les produits manufacturés britanniques et à fonder des manufactures nationales. Il ne faut donc pas s'étonner, après le vote des Résolutions Russell, à Londres, de le voir participer activement au mouvement de résistance qui se prépare. En juin 1837, il est membre du Comité permanent des Deux-Montagnes, qui, notamment, coordonne le réseau de résistance avec les autres comtés.
Le 23 octobre, Chénier est présent à l'assemblée de Saint-Charles-sur-Richelieu où il apparaît, après le député Scott, comme le principal chef patriote de Saint-Eustache. Mais, alors que Scott est contre l'usage de la violence, Chénier préconise l'insurrection armée. Le gouvernement connaît vite son implication car, le 16 novembre, son nom est sur la liste de personnes contre lesquelles le gouverneur a émis un mandat d'arrestation. 
Au début décembre, Scott se retire définitivement du mouvement. Papineau envoie Amury Girod dans le comté des Deux-Montagnes y agir comme général des forces résistantes. Il doit cependant compter avec Chénier, devenu commandant du camp de Saint-Eustache.

## La bataille de Saint-Eustache

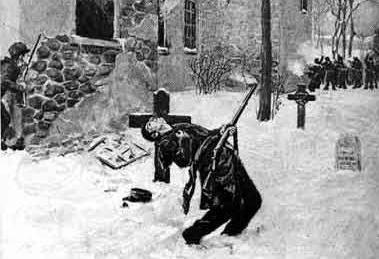
La mort de Jean-Olivier Chénier.

La bataille de Saint-Charles du 25 novembre, qui se termine par une défaite, démoralise les insurgés. Chénier a peu d'hommes pour défendre le village de Saint-Eustache face aux forces gouvernementales qui préparent l'attaque. Le curé Jacques Paquin tente alors en vain de le persuader de déposer les armes.
Le 14 décembre 1837, l'armée de John Colborne arrive de Montréal par l'île Jésus, flanquée des volontaires locaux commandées par Maximilien Globensky. L'assaut est donné contre Chénier et ses hommes, retranchés dans l'église, le presbytère, le couvent et les maisons environnantes. L'affrontement est par trop inégal et la bataille de Saint-Eustache se termine par soixante-dix morts chez les Patriotes. Chénier est tué de plusieurs balles au moment où il sort de l'église en flammes.
Le corps de Chénier est retrouvé vers six heures et emmené dans l’auberge de monsieur Adison, dans laquelle il est soumis à une autopsie sanglante, selon certains témoins. 
Après son décès, le corps de Chénier aurait été victime de multiples mutilations. En effet, les journaux de l'époque rapportent qu'à la suite de son décès, les Anglais l'auraient dépecé, lui auraient retiré son cœur et l'auraient empalé au bout d'une baïonnette.

## Notoriété
En octobre 1970, la cellule du Front de libération du Québec qui enlève puis cause le décès du ministre Pierre Laporte porte le nom de cellule Chénier en l'honneur du chef patriote.
Jules Verne fait de Jean-Olivier Chénier un des personnages de son roman Famille-Sans-Nom.

## Hommages
Plusieurs avenues et rues ont été nommées en son honneur au Québec. Notamment, une rue dans la ville de Québec 
Le CLSC de Saint-Eustache porte le nom Jean-Olivier Chénier. Son portrait est sur la façade et on peut y lire « Medicina Patria ».
La troupe de théâtre de Jean-Claude Germain porte le nom des Enfants de Chénier, en l'honneur de Jean-Olivier Chénier, de 1969 à 1971.